# Von Durden
Von Durden est un groupe belge de rock basé dans la région du Centre, actif depuis 2007, qui mélange des influences rock, pop, stoner et disco. Il a sorti trois albums, Death Discotheque (2008), Dandy Animals (2011) et III (2014), tous autoproduits et distribués par Bang!, devenu PIAS en 2008. Il comprend des (ex-)membres de Thurmann, Melchior, Romano Nervoso ou Gladys. 
Le morceau plus connu du groupe est Dance to the Music (2008) dont le clip, réalisé par La Film Fabrique s'est hissé à la 5e position du MCM Top Hits en Belgique.

## Historique
À ses débuts, le groupe s'est distingué en portant sur scène un uniforme composé de chemises noires et cravates jaunes, abandonnées depuis. À noter que les trois premiers concerts étaient des concours, tous les trois remportés. Von Durden a une bonne réputation en live ("c'est ce qu'ils font de mieux") et a été aperçu en première partie, notamment, de Danko Jones, IAMX, Julien Doré, Ghinzu, Triggerfinger, The Van Jets, Soldout, Freaky Age, Hooverphonic, Martin Solveig, Les Anges...

## Membres
- Elliott Charlier : chant
- Kevin Dochain : guitare
- Nicolas Scamardi : batterie
- Fabrice Giacinto : basse
- Marie Delsaux : claviers

Anciens membres :
- Basse : Anaïs Van Bellegem, Laure-Anne Laureys, Renaud Mayeur, David Fizzicaro, Maxime Tedaldi, Watch De Schutter, Vince Lattuca, David Kostman
- Deuxième guitare : Alexandre Leroy, Mick Caro Torres, Mustapha Razkaoui
- Claviers: Tony Bambinelli

## Discographie[8]
- Death Discotheque (2008, VVEGA Records/Bang!), sorti sous le nom The Von Durden Party Project

Enregistré au studio Six (Anderlecht) par Alexandre Leroy et mixé par Stephan Debruyne.
- Dandy Animals (2011, VVEGA Records/PIAS)

Enregistré au studio Pyramide (Beersel) par François Vincent et mixé par François Vincent, Nicolas Scamardi et Vince Lattuca.
- III (2014, VVEGA Records/PIAS)

Enregistré au studio Pyramide (Beersel) par Christine Verschorren et mixé par Christine Verschorren.